# Chapali Bhadrakali
Chapali Bhadrakali es un pueblo ubicado en el distrito de Katmandú, provincia de Bagmati, Nepal.

## Superficie
Cuenta con una superficie de 6,3 kilómetros cuadrados.

## Demografía
Datos hasta 2015
- Población: 24 039 habitantes.[1]
- Densidad de población: 3,834 habitantes por kilómetro cuadrado.[1]
- Población masculina: 11 860 (49,3%).[1]
- Población femenina: 12 179 (50,7%).[1]